# R. Daneel Olivaw
R. Daneel Olivaw je fiktivní robot z příběhů amerického spisovatele Isaaca Asimova. Písmeno „R.“ v jeho jménu znamená robot, jak je zvykem v Asimovem vytvořené společnosti. R. Daneel Olivaw je přítomen v sérii o robotech a v sérii o Nadaci - v románech Ocelové jeskyně, Nahé slunce, Roboti úsvitu, Roboti a impérium, Předehra k Nadaci, A zrodí se Nadace a Nadace a Země. Objevuje se i v tzv. druhé trilogii Nadace. Byl zkonstruován ještě před druhou vlnou kolonizace a fungoval po celou dobu první Galaktické říše až do počátků formování tzv. Galexie (živoucí galaxie s kolektivním vědomím).
První povídkou, ve které autor použil myšlenku humanoidního robota, je „Důkaz“ z roku 1946. Zde vystupuje postava jménem Stephen Byerley, jenž je přímým předchůdcem R. Daneela Olivawa (ačkoli v povídce není objasněno, zda se jedná o humanoidního robota nebo o člověka).

## Biografie postavy
R. Daneel Olivaw byl sestrojen v roce 4920 dr. Rojem Nemennuhem Sartonem a dr. Hanem Fastolfem z Aurory, jednoho z padesáti Intermitentních světů. Tito robotici R. Daneela zkonstruovali ve Vesmírném městě na Zemi. Je to první humanoidní robot, jenž se dokonale podobá člověku  (druhým humanoidním robotem byl R. Jander Paneel, kterého již zkonstruoval dr. Fastolfe sám ). Díky tomu je schopen pomáhat pozemskému detektivovi Elijáši Baleymu řešit případy vražd (nevzbuzuje tak podezření, na Zemi za éry Elijáše Baleyho vládnou totiž silné protirobotické nálady). Poprvé se R. Daneel setkal s E. Baleym, když byl detektiv pověřen vyšetřováním vraždy Olivawova spolutvůrce dr. Sartona ve Vesmírném městě. R. Daneel se fyzicky velmi podobá dr. Sartonovi. Elijáš Baley k němu zpočátku přistupuje nedůvěřivě (téměř celý děj románu Ocelové jeskyně), teprve později se s robotem sblíží a vytvoří s ním stabilní vyšetřovatelskou dvojici. V tomto románu též R. Daneel prozradí Elijáši, že sice neumí číst myšlenky, ale dokáže pozorováním osoby a podle změn nálady odhadovat s velkou úspěšností mentální pochody lidí, resp. jejich emocionální rozpoložení. Tato schopnost je podobná telepatickému příjmu myšlenek, jenž ovládá další robot R. Giskard Reventlov. V dalších románech (Nahé slunce, Roboti úsvitu a Roboti a impérium) už tato Daneelova schopnost zmíněna není, ale v posledním jmenovaném díle R. Daneel získá od R. Giskarda jeho telepatické možnosti.
Pár měsíců po objasnění případu z Vesmírného města se (v knize Nahé slunce) R. Daneel setkává opět s Baleym, tentokrát na Intermitentní planetě Solarii, aby mu asistoval při vyšešetřování vraždy místního občana Rikaina Delmarra. Z vraždy je podezřelá jeho manželka Gladie. R. Daneel má tendence Baleyho držet mimo venkovní prostor a přehnaně jej chránit, neboť ví o jeho agorafobii, nicméně detektiva tato přehnaná pozornost omezuje a tak se lstí dočasně zbaví robotova doprovodu.
Dva roky poté  následuje další akce (v knize Roboti úsvitu), nyní na nejmocnější Intermitentní planetě Auroře.
R. Daneel Olivaw má nukleární pohon a dokáže věrně napodobit příjem potravy, jídlo rozžvýkat a polknout. Strava se poté ukládá do vnitřního vaku, který musí robot záhy vyprázdnit. Podléhá také zákonům robotiky.

### R. Daneel Olivaw v sérii Nadace
R. Daneel Olivaw a R. Giskard se snaží podchytit zákonitosti chování lidí, aby na ně mohli aplikovat „nultý zákon robotiky“. O tisíce let později se to podařilo Hari Seldonovi a jeho vědě zvané psychohistorie. R. Daneel se pokoušel ovládat dějiny Galaxie tak, aby lidé zažili pokud možno co nejmenší utrpení. Pomáhali mu k tomu další roboti, např. Dors Venabili (byla jediným konkrétně pojmenovaným robotem - spojencem R. Olivawa v sérii). R. Olivaw podnítil i založení Galaktické říše a vznik planety Gaia - lidských společenstev bez robotů.
Pod jménem Eto Demerzel se stal prvním ministrem císařů Cleona I. a Stanela VI. Když se Hari Seldon poprvé objeví na Trantoru, R. Daneel Olivaw se vydává za vlivného novináře Chettera Hummina (hříčka na anglická slova „cheater“ (podvodníček) a „human“ (člověk)), aby přiměl Seldona k uvedení psychohistorie do praxe, jen tak lze zkrátit období chaosu a utrpení po pádu Galaktického impéria, jenž postupuje v Seldonově éře. Zároveň heliconského matematika (Seldona) varuje před prvním ministrem císaře Demerzelem (jímž je opět on sám), který se má snažit získat životaschopnou psychohistorii ve prospěch nikoli lidstva, nýbrž císařského dvora. V závěru knihy Předehra k Nadaci je odhaleno, že Chetter Hummin a Eto Demerzel jsou jedna a táž osoba - robot Daneel Olivaw.
V knize Nadace a Země dojde k setkání dvou občanů Nadace Golana Trevize, dr. Janova Pelorata, mladé ženy z Gaie Bliss a solarijského dítěte Fallom s R. Daneelem Olivawem na jeho měsíční základně. Rozuzlení zápletky poodhaluje motivy robotova jednání a jeho nepatrné zásahy do vědomí lidí. Vysvětlí se vznik Alfy a význam psychohistorie. R. Daneel Olivaw je vykreslen jako nejdéle žijící humanoidní robot (žijící přes 19 200 let), jenž se podílí na lidské historii, aby lidstvo přežívalo s co nejmenším počtem destabilizujících otřesů. Je teoreticky nesmrtelný, pokud jsou některé jeho části pravidelně vyměňovány a opravovány. Zejména se to týká složitého mozku, jenž musí být při každé výměně vždy o něco komplexnější, aby pojal veškeré vzpomínky. R. Daneel se zmíní, že čím více složitější mozek je, tím je také křehčí a náchylnější k opotřebení. Jeho původní mozek vydržel kolem 10 000 let, polovinu jeho života, zatímco poslední verze, která je 1000krát složitější, vykazuje známky poruchovosti již po 600 letech. Robot hodlá sloučit svůj mozek s mozkem Fallom, neboť další výměna pozitronického mozku již není možná.